# Romano Galeffi
Romano Galeffi (Montevarchi, 17 novembre 1915 – Salvador de Bahia, 1º gennaio 1998) è stato un filosofo italiano.

## Biografia

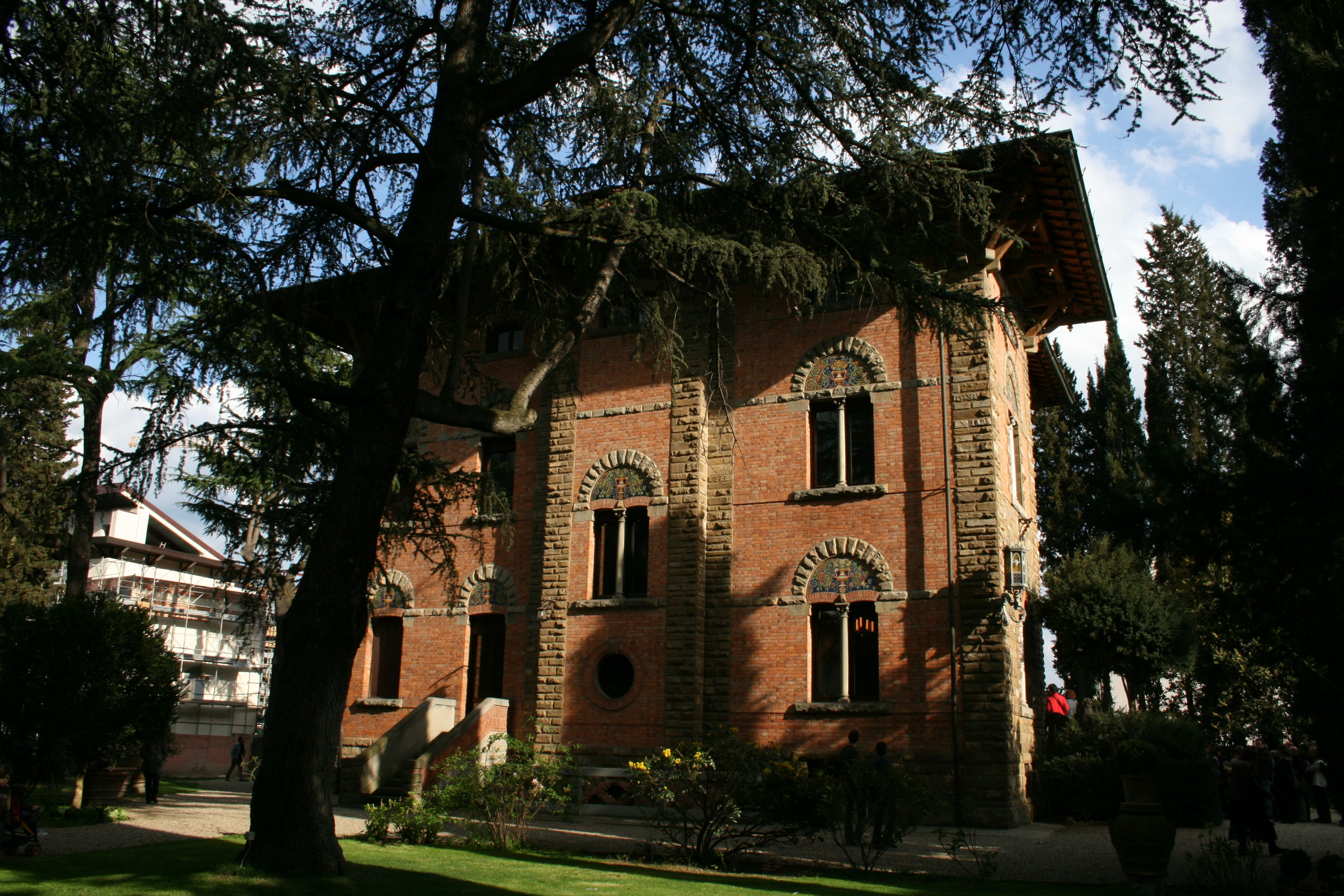
Villa Galeffi, dei cugini di Romano, a Montevarchi

Era il terzo e ultimo figlio di Dante Galeffi ed Eugenia Castellani, entrambi montevarchini. Un episodio in particolare segnò la sua infanzia. Non aveva che 3 o 4 anni che tornò a casa con un fico preso da qualche parte in campagna che allora circondava tutta la cittadina. Lo mostrò alla madre tutto contento ma lei invece lo rimproverò e gli ordinò di riportarlo subito al legittimo proprietario perché lui, quel fico, non aveva alcun diritto di prenderlo. Romano prontamente capì la lezione e dette seguito alle parole della mamma. Per il resto della sua vita.
Ben altri effetti ebbe un'altra sua birichinata. Un giorno vide in casa una caraffa di chinino e, scambiandolo per una bibita nuova e volendone provare il sapore, ne buttò giù una sorsata che però si rivelò più amara del previsto. La sostanza gli afflisse seriamente il fegato causandogli, come conseguenza, danni irreparabili alla vista che si esternarono, con gli anni, in una miopia feroce. Miopia che comunque non gli impedì di affrontare con successo gli studi.
Fece elementari e medie a Montevarchi per poi passare alle Scuole Magistrali di Arezzo dove scoprì l'insegnamento e soprattutto la filosofia. Una materia che lo affascinò al punto da fondare a Montevarchi, con un gruppo di amici, il circolo filosofico-giovanile "Vivere vitam" che aveva come obiettivo accademico quello di pensare, ossia filosofare, sul vivere e sulla vita.
Terminate le superiori il fratello Carlo lo chiamò a Roma per lavorare al Ministero dei trasporti e lui ne approfittò per iscriversi alla facoltà di Magistero dove studiò con i maggiori pensatori italiani dell'epoca tra cui Giovanni Gentile, Franco Lombardi e Ugo Spirito ma soprattutto con Benedetto Croce, di cui sempre si sarebbe definito discepolo.
Inabile alle armi per via della vista, fece tutta la guerra diviso tra il lavoro al ministero e gli studi universitari scampando miracolosamente alle bombe e ai rastrellamenti.
Si laureò nel 1945 a guerra non ancora finita con una tesi di laurea dal titolo "La morale in Bergson" che, dopo la sua pubblicazione nel 1949, venne approvata anche dagli stessi discepoli del filosofo francese come Luis Lavelle, Henri Gouier e Jacques Chevalier.
E proprio nel '49 si trasferì in Brasile all'Universidade Federal di Salvador de Bahia, su invito di Isaias Alves e del rettore Edgard Santos, per un dottorato di ricerca in filosofia incentrato su Bergson e Kant. Cominciò così la sua carriera accademica che si completò nella fondazione della cattedra di estetica alla Scuola di Belle Arti della facoltà di architettura. Cattedra che tenne fino alla pensione.
In Brasile si trovò subito bene tanto che chiamò a Bahia anche il padre, vedovo dal '45, e il fratello Ottavio. E si adattò molto in fretta anche alla nuova lingua. Racconta un ex studente che, partecipando alle sue lezioni, era rimasto impressionato dall'ottimo portoghese che il professore parlava e, siccome tutti sapevano che Galeffi era emigrato in Brasile in età matura, gli chiese come mai lo sapesse così bene. Lui rispose che già prima di partire conosceva qualche rudimento della lingua ma aggiunse: «È stato facile. Ho cominciato a leggere Machado de Assis, e in quindici giorni parlavo e scrivevo perfettamente». Ma non fu solo il "Dom Casmurro" di Assis a incantarlo quanto la letteratura brasiliana in generale che cominciò in fretta a divorare, in particolare la poesia di Castro Alves.
Tuttavia il portoghese, che arrivò a conoscere meglio del francese studiato alle superiori e all'università, presentava alcune lacune soprattutto nel glossario artistico e lui allora provvide a colmarle introducendo nel mondo lusofono termini che prima non esistevano. Per questo «fu scrittore forte, eloquente, traducendo in un portoghese deliziosamente italianizzato ma perfetto».
Membro dell'Instituto Brasileiro de Filosofia e regolare contributore della Revista Brasileira de Filosofia, rappresentò più volte il Brasile nei congressi internazionali e i suoi interventi riflettevano il «fiorire creativo del suo pensiero». I congressi però lo tenevano a volte per mesi lontano da casa e lui ne sentiva nostalgia quasi subito. Ritornava comunque sempre carico di libri e di sue diapositive da mostrare agli studenti durante le lezioni.
Nella vastità della sua produzione scritta gli si riconoscono, per accuratezza e originalità, soprattutto i lavori su Henri Bergson e Kant. Tuttavia, nonostante una sua sottile e tutta toscana connotazione anticlericale, una certa ala del pensiero cattolico ha apprezzato ed apprezza la lucidità con cui ha trattato pensatori alquanto religiosamente schierati come Antonio Rosmini. Tanto rispetto per l'impeccabilità accademica delle sue opere lo meritava visto che «fu sempre vittima di revisori imbecilli che troncavano "teleologico" in "teologico", costringendolo a correggere i suoi libri esemplare per esemplare».
Considerato, insieme a Giulio Davide Leoni, uno dei due maggiori filosofi dell'arte nel mondo accademico brasiliano e accreditato come filosofo di fama internazionale per la qualità e la poliedricità dei suoi studi, Galeffi, comunque, mantenne sempre un'affezione speciale per Croce del quale, più che discepolo, ne fu il completatore. Secondo il suo maestro le "scienze dello spirito" si dividevano in Logica, Estetica, Etica ed Economica che non erano altro che le proiezioni delle quattro dimensioni dello spirito stesso: il vero, il bello, il bene, l'utile. Galeffi riteneva invece che ce ne fosse anche una quinta, l'Unità, che dava allo spirito quella profondità metafisica che invece a Croce mancava. E forse non è un caso che Galeffi credesse fortemente nella vita dopo la morte, sebbene non in senso propriamente cristiano.
Il suo pensiero filosofico non differiva comunque molto dalla sua filosofia di vita «basata soprattutto sull'amor di Dio e del prossimo, sull'amore universale, sull'amore del cosmo e della natura tentando di dimostrare che la barriera tra fisico e non-fisico in realtà non esiste ma è solo una questione di differenza di dimensione».
Anche lo scrittore Sergio Campailla conferma: «Romano era un professore universitario, un docente di filosofia, un appassionato di estetica. Animato da un idealismo incredibile, fedele al crocianesimo della sua formazione giovanile. Ma con innesti molteplici e irregolari. Mi fece omaggio dei suoi libri, mi donò commosso una copia di La Grande Sintesi di Pietro Ubaldi (filosofo), un'opera quasi sconosciuta da noi, ma che lui considerava meravigliosa e rivelativa. Voleva dunque coinvolgermi e rivelarmi le cose fondamentali che aveva appreso nel corso della sua particolare esperienza, nel suo passaggio dalla cultura europea a quella sudamericana. Era soprattutto un uomo buono, protetto dallo scudo della sua bontà. Se fosse stato analfabeta, non sarebbe cambiato poco o niente. Invece era colto, ingenuo, e pretendeva che il mondo dovesse andare meglio, e si esasperava perché questa palingenesi tardava ad avvenire».

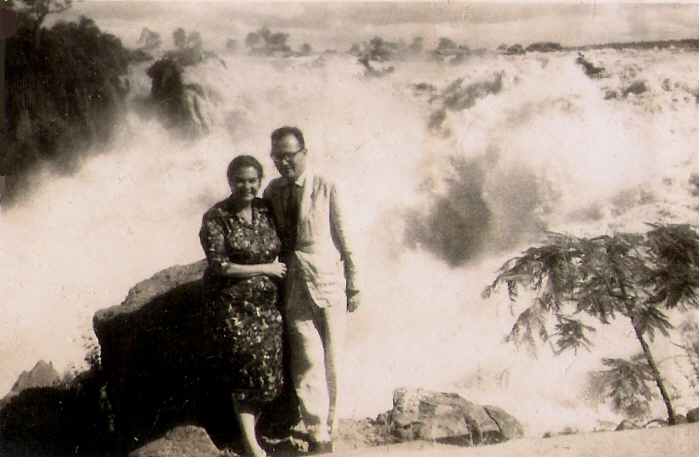
Romano e Gina Galeffi

Ancora a Roma, nel 1948, conobbe e sposò la filologa Maria Luigia Magnavita, nota a Bahia e in Italia come Gina Magnavita Galeffi, che era calabrese di origine ma di famiglia emigrata in Brasile poco prima della prima guerra mondiale. Formarono una coppia inossidabile nonostante qualcuno sostenesse che i due coniugi fossero "un po' strani". Ma secondo la pianista Meri Franco Lao erano solo "muito alternativos" o meglio «due angeli camuffati sotto false spoglie. Due angeli brasiliani, che però erano originari dell'Italia, avevano nostalgia dell'Italia, amore per l'Italia». E infatti portavano avanti, oltre a numerose opere di beneficenza, un instancabile e personalissimo programma di interscambi culturali tra Brasile e Italia che poi ufficializzarono con la fondazione della Società Dante Alighieri di Bahia e dell'ABPI o Associação Brasileira dos Professores de Italiano.
«I Galeffi fecero sempre della loro casa un punto di connessione quasi obbligatorio per il quale entravano in Brasile professori, scrittori e artisti italiani che portavano al Brasile il fondamentale apporto vitaminico di una delle culture più poderose del mondo».
(Olavo de Carvalho, Duas notas de ano-novo, in Jornal da Tarde, 8 gennaio 1998)

## Opere principali
- La filosofia di Bergson, Istituto Statale dei Sordomuti, Roma, 1949
- Leonardo da Vinci, in Rivista brasileira de Filosofia, 1952
- Concepção atual do humanismo in Humanitas a cura di Universidad Nacional de Tucuman, Facultad de Filosofia y Letras, Tucuman, Universidad Nacional de Tucuman, 1953
- Atualidade de Kant, Arquivos da Universidade da Bahia, Bahia, II, 1953, pp. 41-48.
- Kant: personalidade e obra, in Arquivos da Universidade da Bahia, Bahia, IV, 1955, pp. 81-90
- Atualidade de Antonio Rosmini, Porto Akegre, 1956
- Il sacro come contenuto artistico in Proceedings, Edition du Comite Hellenique d'Organisation, 1960
- Presença de Bergson, Salvador, UFBA, 1961
- A autonomia da arte na estética de Benedetto Croce, Coimbra, Portugal, Atlântida Editora, 1966
- A cibernética como problema filosófico in Rivista brasileira de Filosofia, 18, 1968
- O problema estetico in Convivium Revista de Investigacao e Cultura, Sao Paulo, v. 10/14, n. 3, p. 175-189, may.june 1971
- Relazione tra arte e teologia in San Bonaventura da Bagnoregio in Atti del Congresso internazionale per il VII centenario di san Bonaventura, a cura di Alfonso Pompei, Roma, Pontificia facoltà teologica san Bonaventura, 1976
- Fundamentos da Criação Artística, São Paulo, Melhoramentos, 1977
- Ugo Spirito, Balanço de una vida integramente consagrada a Pesquisa Filosófica, in Revista Brasileira de Filosofía, vol. XXX, fasc. 116, pagg. 415-424
- A Filosofia de Immanuel Kant, Brasília, Edunb, 1986
- Investigações de Estética, Salvador, UFBA, 1971 tradotto anche in tedesco, greco e italiano